# Dale River
Dale River är ett vattendrag i Australien. Det ligger i delstaten Western Australia, omkring 93 kilometer öster om delstatshuvudstaden Perth.
Trakten runt Dale River består till största delen av jordbruksmark. Trakten runt Dale River är nära nog obefolkad, med mindre än två invånare per kvadratkilometer. Genomsnittlig årsnederbörd är 768 millimeter. Den regnigaste månaden är september, med i genomsnitt 139 mm nederbörd, och den torraste är februari, med 11 mm nederbörd.